# Овчинникова Олександра Яківна
Олександра Яківна Овчинникова (25 грудня 1914 (7 січня 1915), Тиаликинський наслег, Мархинський улус, Якутська область — 8 червня 2009, Якутськ) — радянський партійний, державний діяч, Голова Президії Верховної Ради Якутської АРСР, член Президії і заступник Голови Президії Верховної Ради РРФСР (1963-79).

## Біографія
Народилася 25 грудня 1914 года (7 січня 1915) в Тиаликинському наслезі Мархинського улусу Якутської області. Після закінчення в 1934 році дорожнього технікуму працювала на будівництві дороги Сунтар — Кемпендяй.
З 1935 року 17 років пропрацювала в апараті республіканського дорожнього управління.
У 1953 році закінчила дворічну партійну школу і була призначена начальником Групи дорожнього господарства, транспорту і зв'язку Ради Міністрів Якутської АРСР, потім завідувачем промислово-транспортного відділу Якутського міськкому КПРС. Через три роки обрана секретарем, другим секретарем міськкому партії.
У 1959 році заочно закінчила історичний факультет Якутського державного університету.
На початку 1963 року обрана Головою Президії Верховної Ради Якутської АРСР, членом Президії та заступником Голови Президії Верховної Ради РРФСР.
О. Я. Овчинникова обиралася депутатом Верховної Ради Якутської АРСР VI, VII, VIII, IX скликань, депутатом Верховної Ради РРФСР VI, VII, VIII, IX скликань, делегатом XXIII, XXIV, XXV з'їздів КПРС.
З 1980 по 1991 роки О. Я. Овчинникова працювала в Інституті мови, літератури та історії ЯНЦ ЗІ АН СРСР. Під час роботи в інституті написала книгу «Якутська обласна партійна організація в боротьбі за підвищення ефективності промислового виробництва (1966—1980 рр ..)».
З 1991 року — на пенсії.

## Нагороди
- Орден Леніна (1979)
- Орден Трудового Червоного Прапора (1971)
- Три ордени «Знак Пошани» (1957, 1964, 1973)
- Медалі СРСР
- Почесна грамота Президії Верховної Ради РРФСР
- Почесний дорожник РРФСР
- Заслужений працівник народного господарства Якутської АРСР
- Почесний громадянин Республіки Саха (Якутія) (2002)[2]
- Почесний громадянин м. Якутська (1982)[3]
- Почесний громадянин Нюрбинського улусу[4]